# Bulia deducta
Bulia deducta es una especie de lepidóptero perteneciente a la familia Noctuidae. Se encuentra en México, norte y centro de California, Utah, Wyoming y Nebraska, al este hasta Arkansas y Alabama.
Tiene una envergadura de 34-38 mm. Los adultos se encuentran en vuelo de marzo a octubre en el sudoeste.
Las larvas se alimentan de especies del género Prosopis.